# Contea di Mian
La contea di Mian (勉县S, Miǎn XiànP) è una contea della Cina, situata nella provincia dello Shaanxi e amministrata dalla prefettura di Hanzhong.